# Katabolizem
Katabolizem (grško καταβολισμός) pomeni razgradnjo presnovnih produktov do enostavnejših molekul. Telo uporablja katabolne procese zlasti za razstrupljanje in pridobivanje energije. Katabolizem je energetsko sklopljen z anabolizmom; energija, ki nastaja med katabolnimi procesi, se porablja za izgradnjo kompleksnejših molekul v procesih anabolizma.

## Regulacija
V celici ne potekajo anabolne in katabolne poti hkrati. To omogoča regulacija s pomočjo kinaz, ki encim neke katabolne reakcije aktivira, hkrati pa inaktivira encim anabolne reakcije (ali obratno). Aktivacija in deaktivacija encimov poteče običajno s fosforilacijo molekule encima. Nasprotno reakcijo - defosforilacijo - katalizirajo encimi fosfataze.